# سكاكر

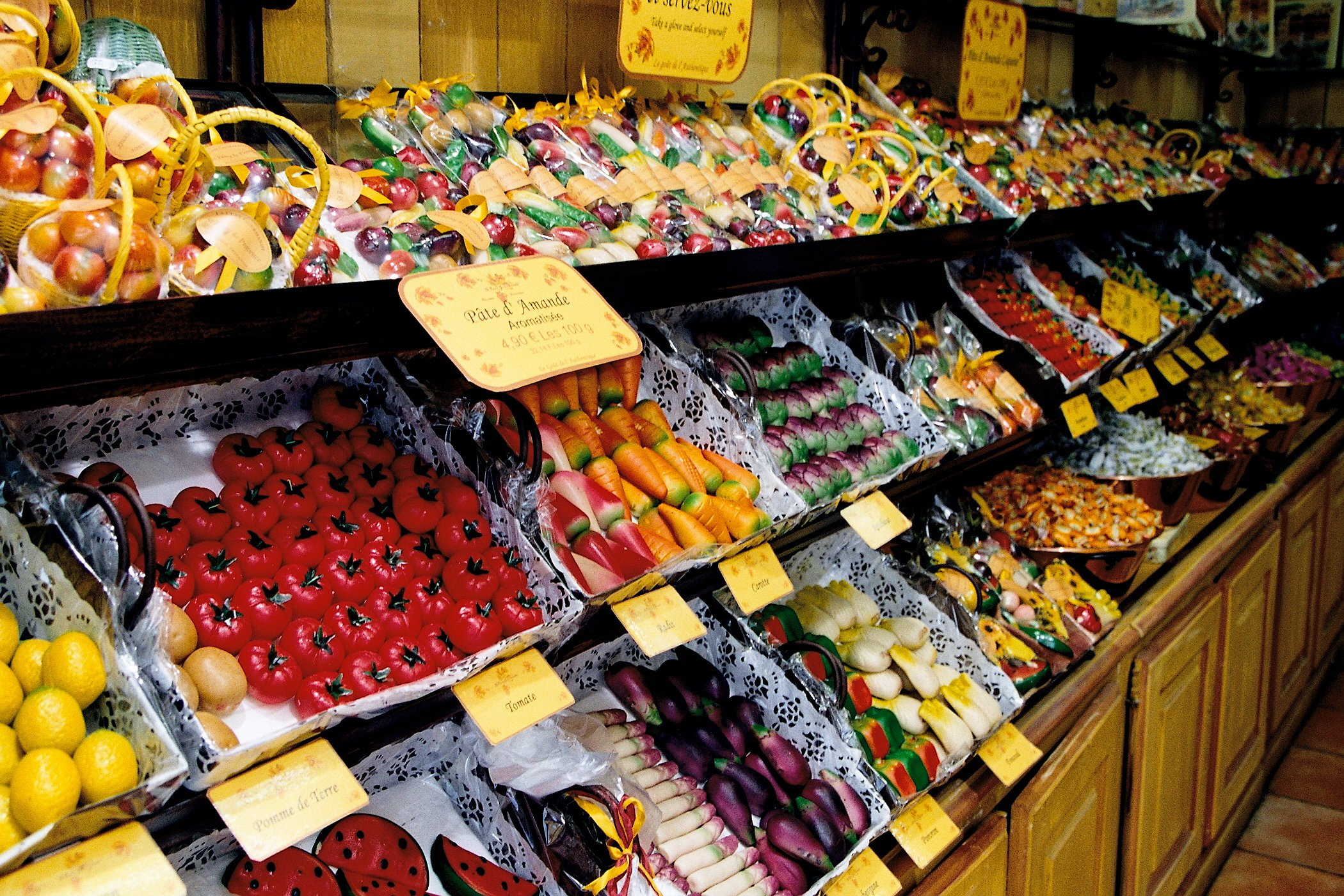
تشكيلة متنوعة من السكاكر

السكاكر هي مجموعة المواد الغذائية الغنية بالسكر. وتكون هذه المواد في الاستخدام الحديث غنية بالمحليات الصناعية أيضا.
عموما، السكاكر فقيرة في القيمة الغذائية ولكن غنية في السعرات الحرارية. وعلى وجه الخصوص كانت السكاكر المصنعة من الشوكولاتة تصنـّع للاستخدام العسكري نظرا للنسبة العالية من السعرات الحرارية.

## أمثلة
الحلوى المصاص، غزل البنات، العلكة، سكر نبات، مصاصات.

## أخطار
استهلاك كميات كبيرة من السكاكر قد يؤدي إلى الإصابة بسكري النمط الثاني، والسمنة، وتسوس الأسنان.